# 卡罗琳·麦克罗里
卡罗琳·麦克罗里（英語：Carolyn McRorie，1963年12月6日—），旧姓达比希尔（Darbyshire），加拿大女子冰壶运动员。她曾代表加拿大参加2010年冬季奥林匹克运动会冰壶比赛，获得一枚银牌。